# XDoclet
XDoclet é um projeto open source que habilita na Plataforma Java a Programação orientada a atributos através da inserção de tags Javadoc. Ele traz uma biblioteca de tags predefinidas, que simplificam a codificação para várias tecnologias: Java EE, Web services, Portlet etc.
Foi largamente utilizado com o Java 1.4, porém, quando o Java 5 foi lançado, trouxe nativo os Annotations o que tornou desnecessário em muitos casos o uso do Xdoclet.

## Exemplo
Normalmente, um comentário XDoclet se parece com:
```
 

   
//Este é o Conta entity bean, um exemplo de como se usa os EJBDoclet tags.

  

   
@see
 
Customer

  

   
@ejb.bean

       
name
=
"bank/Account"

       
type
=
"CMP"

       
jndi
-
name
=
"ejb/bank/Account"

       
local
-
jndi
-
name
=
"ejb/bank/LocalAccount"

       
primkey
-
field
=
"id"

       
schema
 
=
 
"Customers"

  

   
@ejb.finder

       
signature
=
"java.util.Collection findAll()"

       
unchecked
=
"true"

  

   
@ejb.finder
 
signature
=
"java.util.Collection findByName(java.lang.String name)"
 

               
unchecked
=
"true"

               
query
=
 
"SELECT OBJECT(o) FROM Customers AS o WHERE o.name

               LIKE ?1"

  

   
@ejb.transaction

       
type
=
"Required"

  

   
@ejb.interface

       
remote
-
class
="
test
.
interfaces
.
Account
"

  

   @ejb.value-object

       match="
*
"

  

   @version 1.5

```